# Jaroslav Tuček
Jaroslav Tuček (Sněžná, 24 agosto 1882 – ...) è stato uno schermidore boemo, vincitore di una medaglia di bronzo nella scherma ai giochi olimpici.